# شهابیون
شهابیون خاندانی از اعراب برجسته در دوران امپراطوری عثمانی هستند که در منطقهٔ جبل لبنان متمرکز بودند. والیان این منطقه از شهابیون بودند، و نسل خود را از مخزومیان می‌دانستند که شاخه‌ای از قریش بود. شهابیون حکومت این مناطق را در سال ۱۶۹۷ از معنیون تحویل گرفتند.
حاکمان شهابی به ترتیب عبارت بودند از بشیر اول، حیدر، ملحم، یوسف، بشیر دوم، و بشیر سوم، که این آخری تنها دو سال حکومت کرد و توسط سلطان عثمانی برکنار شد و به جای او عمر پاشا مسئولیت منطقهٔ جبل لبنان را به عهده گرفت. از میان حاکمان شهابی، بشیر اول و حیدر و محلم مسلمان سنی بودند، ولی یوسف و بشیر دوم مسیحی مارونی بودند
شجرهٔ خاندان شهابیون تا امروز ادامه داشته‌است. فؤاد شهاب سومین نخست‌وزیر لبنان، از همین خانواده بود.